# Kamienica przy ul. Augusta Cieszkowskiego 4 w Bydgoszczy
Kamienica Cieszkowskiego 4 w Bydgoszczy – kamienica w Bydgoszczy.

## Położenie
Budynek znajduje się w północnej pierzei ul. Cieszkowskiego, blisko ul. Gdańskiej.

## Historia
Kamienica powstała w latach 1899–1900, według projektu Józefa Święcickiego. Koszty budowy przekroczyły 65 tysięcy marek i pokryte zostały przez architekta, który spodziewał się osiągnięcia zysku ze sprzedaży gotowej nieruchomości. Prace budowlane prowadził współpracownik Święcickiego (później samodzielny projektant, twórca wielu kamienic w bydgoskim Śródmieściu) – Rudolf Kern.
Kolejnymi właścicielami budynku byli: w latach 1906–1919 dr Heinrich Boksch, a od 1929 roku Ludmiła Krogulska. Od 1926 roku w kamienicy miał swoją siedzibę „Bank Stadthagen. Towarzystwo Akcyjne”. Z inicjatywy banku utworzono na parterze jedno duże okno.
Na przełomie lat 2016–2017 kamienica przeszła gruntowny remont staraniem bydgoskiego dewelopera - Moderatora Inwestycje. Dla wygody mieszkańców zainstalowano windę, a mieszkania dostosowano do współczesnych wymagań. Budynek poddano kompleksowej renowacji. Wymieniono m.in. stolarkę okienną, instalację elektryczną, instalację wodno-kanalizacyjną. Kamienica przy Cieszkowskiego 4 jest w pełni opomiarowana, korzysta z miejskiego ogrzewanie i cieplej wody. W 2017 roku zamieszkają w niej nowi właściciele.

## Architektura
Trzykondygnacyjny budynek z mieszkalnym poddaszem założony jest na planie wieloboku z wewnętrznym dziedzińcem. Elewacja frontowa jest niesymetryczna, siedmioosiowa, z ryzalitem zwieńczonym szczytem ze sterczynami. Ścianę frontową urozmaica loggia oraz wykusz. Górne partie elewacji frontowej wzniesione zostały w konstrukcji szkieletowej.  
Budynek prezentuje styl eklektyczny łącząc elementy neogotyckie z secesyjnymi. Jest to jeden z nielicznych w dorobku Józefa Święcickiego budynków o awangardowej formie nawiązującej do kręgu malowniczego końca XIX wieku. W sztukatorskiej dekoracji fasady dominują stylizowane elementy roślinne, astwerkowe rozety i dekoracyjne kartusze.